# Mozé-sur-Louet

Mozé-sur-Louet este o comună în departamentul Maine-et-Loire, Franța. În 2009 avea o populație de 2,022 de locuitori.